# Туркменістан
Туркменіста́н (туркм. Türkmenistan) — держава в Центральній Азії. Межує з Казахстаном на півночі, Узбекистаном — на півночі та сході, Іраном і Афганістаном — на півдні. На заході її омиває Каспійське море. Столиця та найбільше місто — Ашгабат.
Туркменістан — член ООН, Організації ісламської співпраці.
З 1924 по 1991 рік Туркменістан входив до складу СРСР на правах союзної республіки (Туркменська радянська соціалістична республіка). Незалежність Туркменістану було проголошено в жовтні 1991 року.
Згідно з Human Rights Watch, влада держави має тоталітарний контроль над життям народу, Туркменістан залишається однією з найрепресивніших держав планети. У всіх рейтингах свободи держава посідає останні місця.
Туркменістан має п'яті за величиною поклади природного газу у світі. Більша частина країни вкрита пустелею Каракуми.

## Географія

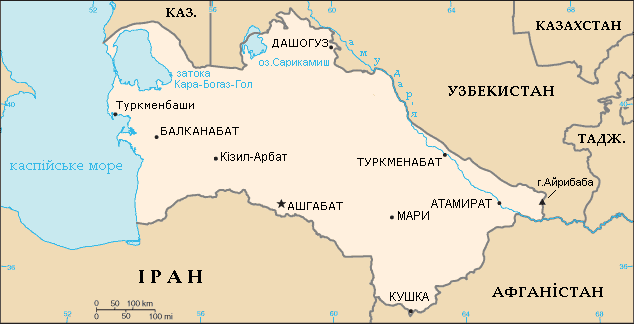
Мапа країни

Див. також: Геологія Туркменістану, Гідрогеологія Туркменістану, Сейсмічність Туркменістану, Природоохоронні території Туркменістану

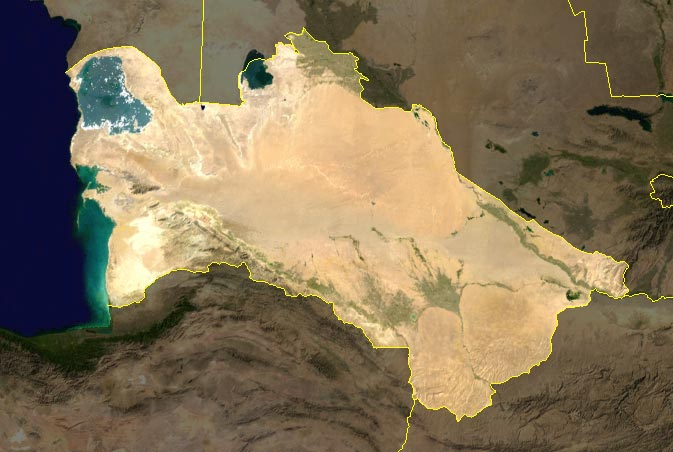
Туркменістан з космосу

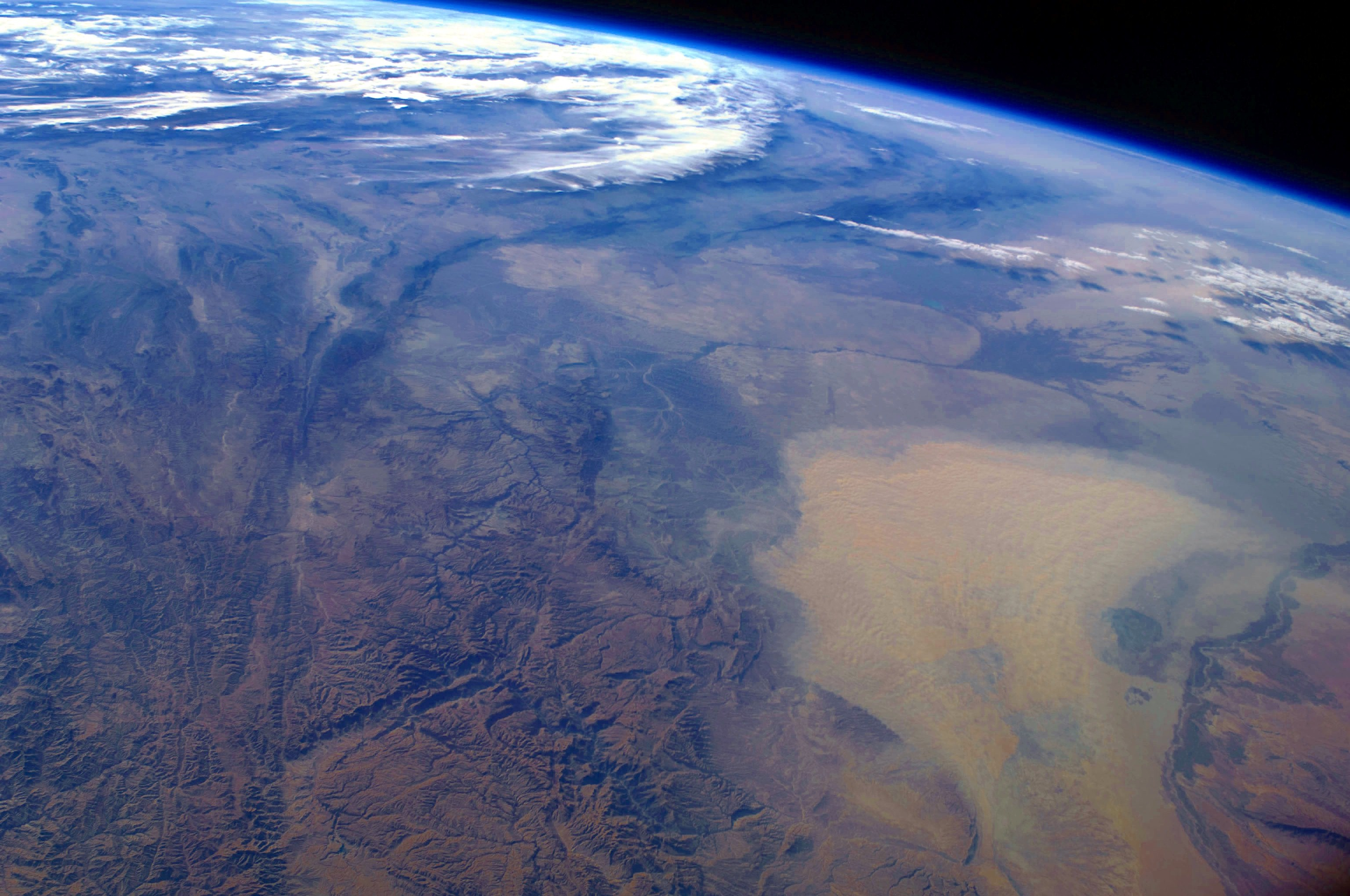
Пилова буря над Туркменістаном. Світлина з космосу

Межує на півночі з Казахстаном і Узбекистаном, південному сході з Афганістаном, півдні з Іраном, на заході омивається Каспійським морем; площа 488 100 км²; столиця Ашгабат; рельєф: близько 90 % країни становлять пустелі, включаючи Кара-Кум (площа близько 310 800 км²), головна річка Амудар'я.

### Рельєф
Берегова лінія Каспійського моря у межах Туркменістану на півдні порізана слабко, а на півночі має звивисті контури, утворюючи затоки (Кара-Богаз-Гол, Туркменбаші та Туркменську), півострови (Дарджа, Челекен) і коси; береги низинні піщані. На узбережжі розташовані острови Огурчинський, Камишлиада тощо.
У південній частині країни простягаються гори Копетдаг (висота — близько 2942 м); на північному заході від них розташовуються два відособлених хребти: Малий Балхан (до 777 м) і Великий Балхан (до 1881 м). До Копетдагу з півночі прилягає передгірна рівнина, яка на заході зливається з прикаспійською низинною рівниною. На південному сході у межах Туркменістану заходяться північні передгір'я Паропамиза — височини Бадхиз (до 1267 м) і Карабиль (до 984 м), розділені річкою Мургаб. На крайньому південному сході — відріг Гіссарського хребта Кугітангтау (до 3139 м, найвища вершина країни). На заході — Красноводське плато (до 308 м), на північному заході — південна окраїна плато Устюрт. На південь від Устюрту розташований Заузбойський складчастий район, який являє собою систему куестових плосковершинних височин (Капланкир, Челюнкри тощо) і знижень, які їх розмежовують. У межах прикаспійської низинної рівнини піднімаються: височини Небитдаг (39 м), Боядаг (134 м), Кумдаг, Монджукли (27 м) та ін. На півночі та північному сході від передгірної рівнини Копетдагу простягаються Каракуми, які розділяються на Центральні (або Низинні) та Заунгузькі. У межиріччі Амудар'ї і Теджену розташовуються Південно-Східні Каракуми. Для цих пустель характерні горбисті напівзарослі піски; є ділянки барханних пісків; у зниженнях — такири і сори. У межах Туркменістану знаходиться неширока смуга правобережжя Амудар'ї (піски Сундукли).

### Клімат
Клімат різко континентальний, посушливий, з великою річною і добовою амплітудами температур, малою вологістю повітря, високою випаровуваністю і невеликою кількістю опадів. Характерні жарке і сухе літо, м'яка і малосніжна, іноді холодна зима, коротка волога весна, суха осінь. Середня температура січня — від −5 °С на північному сході до 4 °С у районі Атреку; абсолютний мінімум — 32 °С у Ташогузькій області, −29 °С у передгірній зоні Копетдагу і −10,3 °С на півдні узбережжя Каспійського моря. Середня температура липня — 28 °С на північному сході та 32 °С на півдні; абсолютний максимум — 49,9 °С (станція Репетек). Опадів — 80 мм на рік у низов'ях Амудар'ї, до 150 мм у Каракумах, 200—300 мм у передгір'ях і полонинах, до 400 мм і більше у горах (максимум у весняно-зимовий період). Сніговий покрив мінливий, зазвичай тримається кілька днів (у північних районах і горах). Вітри постійні, переважають північно-східні, північні, північно-західні; у передгір'ях Копетдагу влітку дме сухий жаркий вітер гармсиль. При зміні сезонів — пилові бурі. Вегетаційний період 200—270 діб.

### Водойми
Близько 80 % території Туркменістану позбавлена постійного поверхневого стоку; річки є тільки у південних і східному периферійних районах. Єдина багатоводна річка — Амудар'я, яка протікає східною частиною країни, має два повновіддя: навесні — менше (від дощів і танення снігів у низьких гірських областях) і влітку — головне (від танення льодовиків і снігів у високогірних районах). Амудар'я несе у своїх водах величезну кількість наносів, які сприяють підвищенню родючості зрошуваних земель. Каракумським каналом води Амудар'ї дійшли до Бахардена — 900 км (1975). На півдні найбільші річки — Мургаб, Теджен і Атрек (влітку у низовинах пересихають) — з весняними повенями; стік Мургаба і Теджена у зв'язку з будівництвом на них водоймищ і проведенням Каракумського каналу врегульований. З північного схилу Копетдагу стікає багато коротких річок, води яких майже повністю розбираються для зрошення. Велику роль для пасовищного скотарства відіграють підземні води (часто засолені). Значне місце у водному господарстві пустелі належить зимово-весняним поверхневим дощовим водам. По долинах річок, Каракумському каналові розташовані оази.
Більша частина озер солоні; вони зустрічаються на каспійському узбережжі і в руслі Узбою (найбільше з них — Куули). З прісних озер виділяються Ясхан (використовується для водопостачання м. Небит-Даг) і Топиатан у долині Узбою. У горах — озера карстового походження Коу-Ата (у Бахарденській печері) і Хорджунли (у Кугитангтау).

### Ґрунти
Сіро-бурі ґрунти (із вмістом гумусу менше 1 %, різкою солонцюватістю і нагромадженням гіпсу) займають плато Устюрт, Красноводське і Заунгузьке; сіроземи (із вмістом гумусу від 1 % до 3—4 % і високою карбонатністю) — переважно підніжжя і нижні схили гір. На передгірній рівнині поширені світлі сіроземи; у нижньому поясі гір — типові сіроземи, вище — темні сіроземи. На найвищих частинах гірських плато і хребтів Копетдагу і Кугитангтау — гірські коричневі ґрунти. У Каракумах на значній площі — закріплені піски. У зниженнях — солончаки, такири і такировидні ґрунти. У долинах річок — променево-сіроземні й алювіально-лукові ґрунти. Близько 2 % площі країни займають зрошувані ґрунти — основний землеробський фонд держави.

## Історія
Землі сучасного Туркменістану в давнину належали до центрів стародавніх землеробських і скотарських цивілізацій. Міські поселення відомі тут ще з V тис. до н. е. (Намазга-Тепе, Алтин-тепе, Анау). Пізніше ці території стали окраїною античного світу, входили до складу Перської імперії, Держави Александра Македонського, Парфії; у середні віки — держав Сасанідів, Арабського Халіфату, Хорезму. В ХІ ст. туркменські племена огузів завоювали більшу частину Близького Сходу, а їхні нащадки заснували Османську імперію у Малій Азії. У XVI—XVII столітті частина входила до Бухарського і Хівинського ханств, частина належала Ірану; у 1880-х pp. Туркменістан окупувала Російська імперія; у 1917—1921 роках він був тереном боротьби народів Туркестану з радянськими окупантами; з 1921 року — область у складі Туркестанської АРСР; з 1924 року-го — союзна республіка. Економічний і політичний суверенітет проголошений у 1990 році. Туркменія підтримала збереження СРСР на референдумі 1991 року. Президент Сапармурат Ніязов підтримав антигорбачовський путч 1991 року. У жовтні 1991 року була декларована незалежність після широкого схвалення на референдумі. Республіка приєдналася до СНД у грудні 1991 року. У ОБСЄ й ООН прийнята в 1992 році. Прийнято нову Конституцію, обраний парламент у кількості 60 чоловік, Сахад Мурадов став прем'єр-міністром.

## Уряд і політика

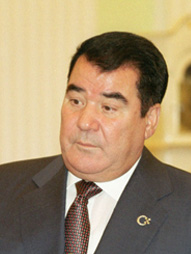
Сапармурат Ніязов

Нинішня система влади в Туркменістані сформувалася у 1992—1993 рр. За цей час Комуністична партія республіки була перетворена у Демократичну партію, ради всіх рівнів скасовані, і в той же час були сформовані нові органи центральної і місцевої влади. Система влади, які склалася в Туркменістані, наближається до авторитарно-монархічної форми управління державою, хоча за Конституцією Туркменістан є республікою.
Президенти держави Сапармурат Ніязов (1991—2006), Гурбангули Бердимухамедов з 2006 року по 2022, з 2022 — Сердар Бердимухамедов.
Культ особистості Ніязова став складником державної ідеології (його іменем названі: місто, два райони, корабель, Академія сільськогосподарських наук, безліч вулиць, площ, шкіл, радгоспів і колгоспів — всього близько 1000 об'єктів). Формування культу особи Президента збіглося з відродженням ісламу в країні, що суттєво виділяє політичний режим Туркменістану з інших середньоазійських країн.
З приходом до влади Гурбангули Бердимухамедова культ Туркменбаши переглянуто і значною мірою скасовано. Зроблені деякі кроки з лібералізації і відкритості режиму, хоча загалом диктатура збереглася.

### Президент

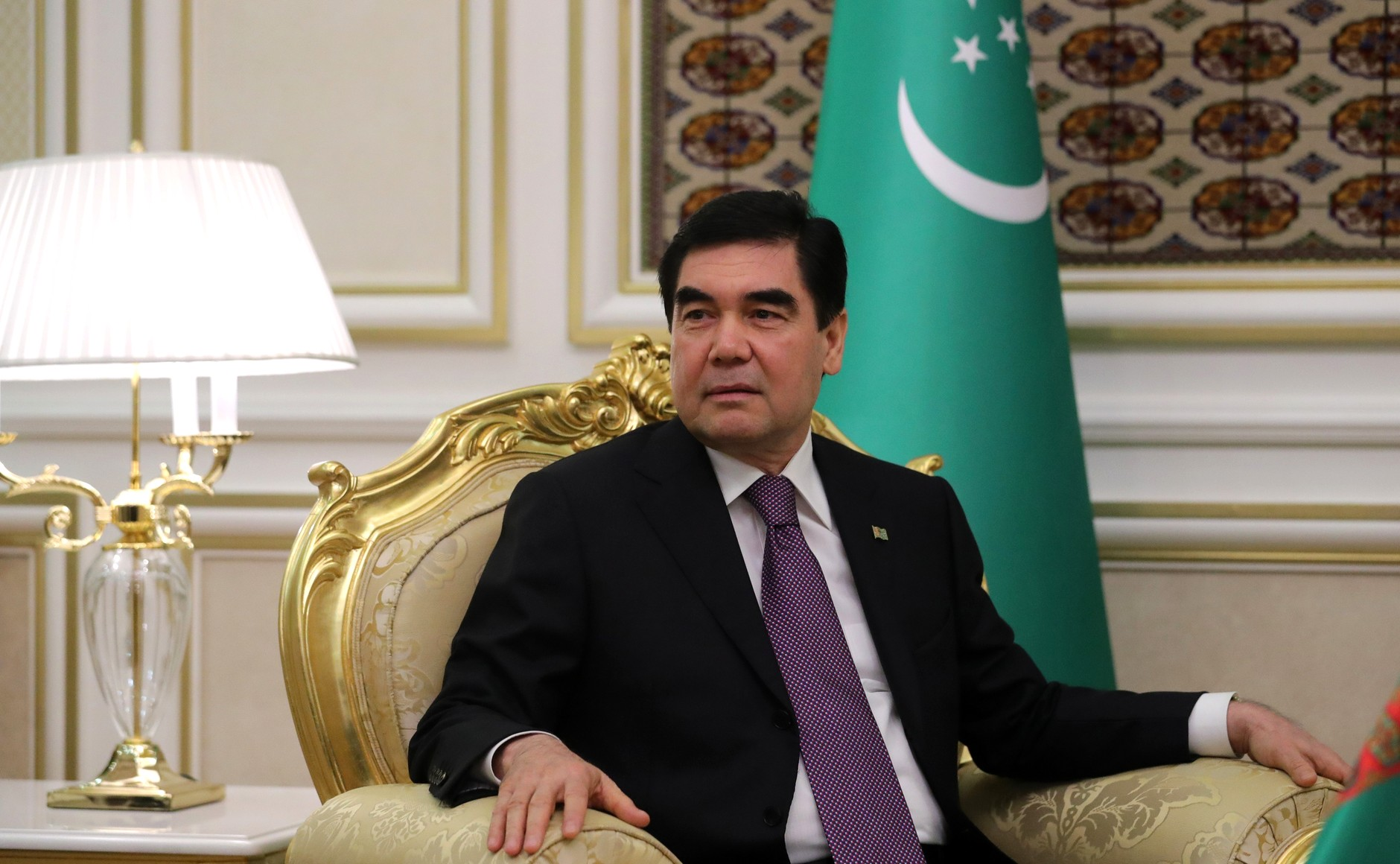
Гурбангули Мялікгулийович Бердимухамедов

Найвищою посадовою особою Туркменістану є президент, він водночас Голова Кабінету Міністрів, голова Народної Ради (Халк Маслахати), голова Демократичної партії (ДП та інші організації об'єднані у т. з. Рух національного відродження), голова Ради Старійшин, Верховний головнокомандувач Збройних Сил, голова Ради оборони і національної безпеки, керівник Цивільної оборони, президент Гуманітарної асоціації туркмен світу.
Президент Туркменістану володіє правом законодавчої діяльності; його укази мають силу закону; він також має право ввести в країні надзвичайний стан.

### Законодавча влада
Парламент Туркменістану (Меджліс) складається з 125 депутатів. Діє на постійній основі. Парламент ухвалює Конституцію, вносить до неї зміни, приймає закони, призначає дати виборів Президента і Меджлісу, затверджує програму діяльності Кабінету Міністрів і бюджет.

### Народна Рада (Халк Маслахати)
Народна Рада є найвищим органом представницької влади держави. Вона збирається в особливих випадках. У її роботі беруть участь 160 осіб: депутати парламенту (50 осіб), стільки ж представників виконавчої влади, які призначаються президентом (міністри, керівники місцевих органів влади, старійшини тощо), а також 60 народних представників, які обираються спеціально у Народну Раду. Народна Рада — це особливий державний інститут. Він не має конкретних владних повноважень. Однак приймає рішення з принципових питань життя країни: вносить поправки до Конституції, приймає рішення про проведення референдумів, вносить рекомендації щодо основних напрямків політичного, економічного і соціального розвитку держави. Наприклад, 27 грудня 1995 р. Народна Рада проголосила Туркменістан нейтральною державою. Органи влади, які об'єднують владу найвищої службової особи (монарха) і законодавчу гілку влади, подібні Народні Ради у Туркменістані, функціюють у близькосхідних монархіях — Йорданії, Бахрейні, Кувейті, Саудівській Аравії (парламент з дорадчими повноваженнями).

### Виконавча влада
Ключовою фігурою у структурі виконавчої влади Туркменістану є хяким — глава адміністрації велаяту (області), шахеру (міста), етрапа (району). Хяким є представником Президента. Він несе персональну відповідальність за стан справ на довіреній йому території перед Президентом.

### Органи місцевого самоврядування
Як органи місцевого самоврядування у Туркменістані діють т. з. генгеші, які обираються з авторитетних представників населеного пункту (міста, села, мікрорайону). У компетенцію генгеші входить: затвердження місцевого бюджету, вирішення соціальних питань у межах міста, села, селища, мікрорайону, вулиці.

## Порушення прав людини
23 червня 2008 року Amnesty International випустила доповідь про систематичні порушення прав людини в Туркменістані.

Індекс свободи преси — рейтинг країн, що публікується щорічно організацією "Репортери без кордонів" та базується на її оцінці власних відомостей щодо свободи преси у світі. Туркменістан — 178-й зі 180 держав (2016)

У доповіді зазначається, що уряд, який прийшов до влади в грудні 2006 року, майже нічого не зробив для усунення попередніх порушень.
У доповіді наведені документовані свідчення недотримання наступних прав людини:
- право на свободу слова;
- право на свободу об'єднань;
- право на свободу віросповідання та переконань;
- право на справедливий суд, особливо у справах, які мають політичне підґрунтя;
- право на свободу від тортур та інших видів жорстокого поводження;
- право на альтернативну цивільну службу (для свідомих відмовників від військової служби);
- право на свободу пересування і право вільно вибирати собі місце проживання;
- право на свободу від дискримінації.

Серед іншого, в країні діють численні заборони на сайти, зокрема, Facebook, Twitter, Youtube, також заборонено використання VPN. Загалом влада заблокувала 1,2 млрд з 4,2 млрд існуючих 32-бітних IP-адрес.

## Адміністративний устрій

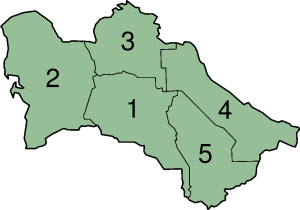
Області (велаяти) країни

Докладніше в ст. Адміністративний поділ Туркменістану
- Місто Ашгабат (на правах велаяту);
- Ахалський велаят, центр — Енев;
- Балканський велаят, центр — Балканабат (Небіт-Даг);
- Дашогузький велаят, центр — Дашогуз (Ташауз);
- Лебапський велаят, центр — Туркменабат (Чарджоу);
- Марийський велаят, центр — Мари.

## Економіка

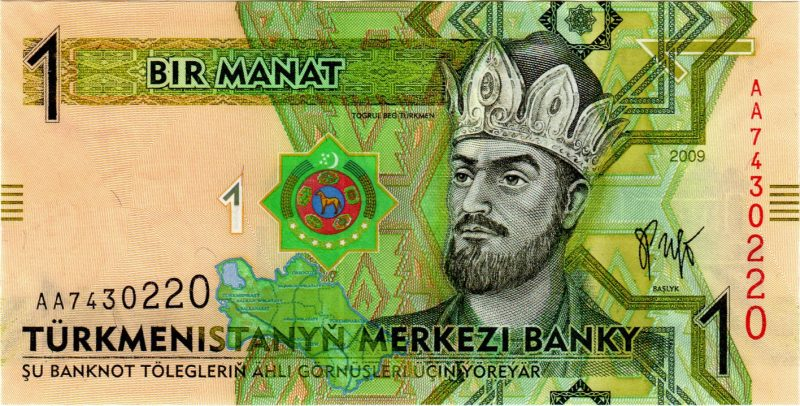
Туркменський манат

Туркменістан — індустріально-аграрна країна. Основні галузі промисловості: нафтогазодобувна та нафтопереробна, машинобудівна та металообробна, харчова, легка. Транспорт — автомобільний, залізничний, трубопровідний, морський, річковий. Головний порт: Туркменбаші. Міжнародне летовище — в Ашгабаді.

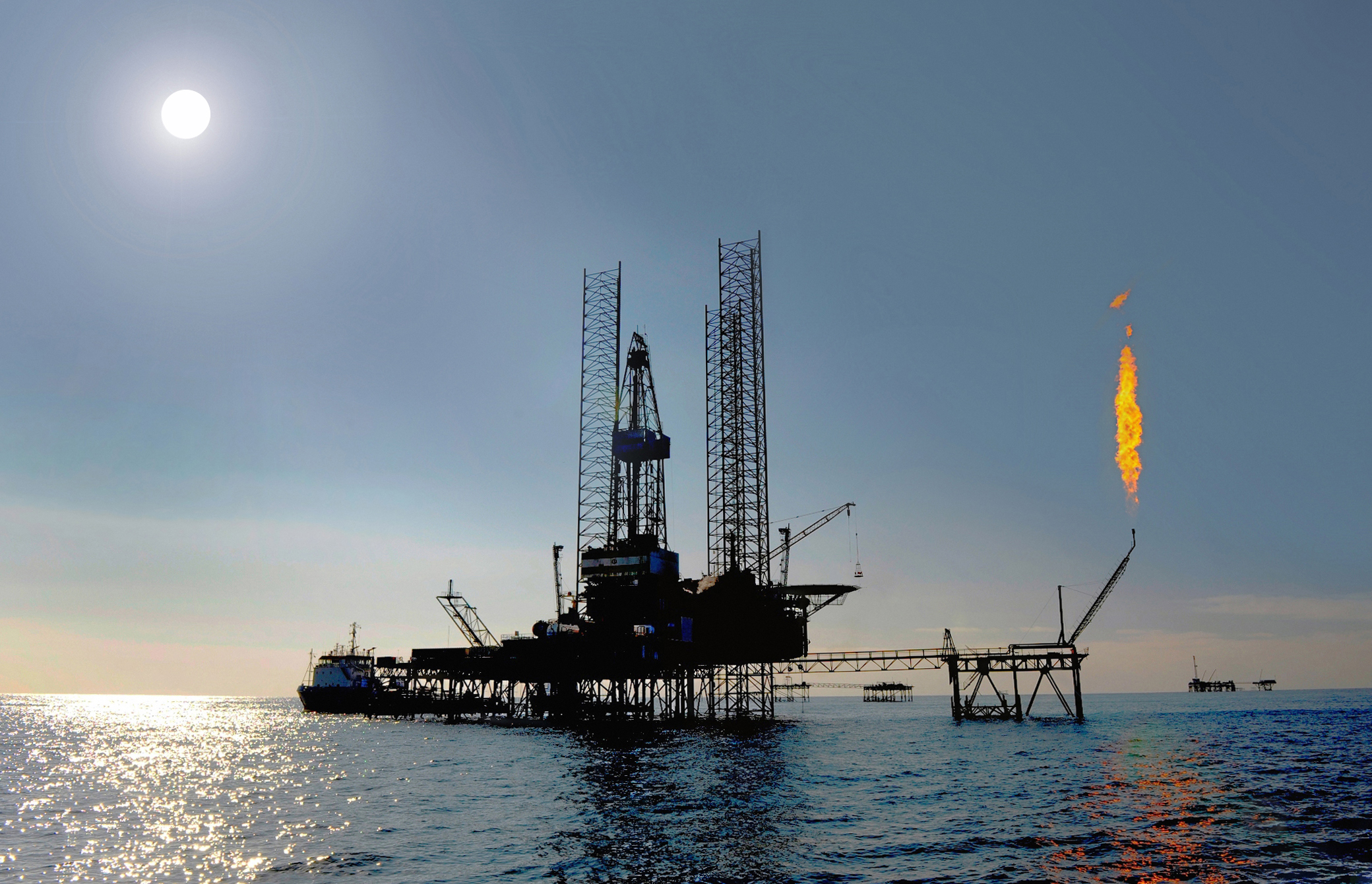
Туркменська нафтовидобувна платформа у Каспійському морі

За даними [Index of Economic Freedom, The Heritage Foundation, U.S.A. 2001]:
- ВВП — 2,3 млрд $.
- Темп зростання ВВП — 5 %.
- ВВП на душу населення — 486 $.
- Прямі закордонні інвестиції — 2,7 млн $.
- Імпорт — 69 млн $ (г. ч. Україна — 16 %; Туреччина — 13 %; РФ — 11 %; Німеччина — 6,9 %; США — 6,4 %).
- Експорт — 26,2 млн $ (г. ч. Іран — 24 %; Туреччина — 18 %; Азербайджан — 6,9 %; РФ — 4,7 %; Таджикистан — 4,5 %).

### Енергетика
Володіючи великими запасами природного газу (15—20 трлн м³) і нафти (1,5-2,0 млрд т), Туркменістан увійшов до числа важливих експортерів паливних ресурсів. Однак, проблеми транспортування і розвідки ускладнюють розвиток даного сектора. Енерговиробництво також постраждало від змін в економіці, пов'язаних з розпадом СРСР. Виробництво нафти становило 8,5 млн т у 2006 році проти 5,7 млн т у 1988 році. Видобуток натурального газу і газоконденсату становив 67 млрд. м³ у 2006 році проти 88,3 млрд. м³ у 1988 році. Виробництво електроенергії зменшилося з 12,8 млрд квт/год у 1988 році до 10,8 млрд квт/год у 2006 році. Відкриття на південному заході країни великих запасів природного газу (2,8 трлн м³) змусило планові органи звернути увагу на необхідність централізованого керівництва нафтогазовим господарством і енергетикою країни, що було реалізовано в рамках одного міністерства.
Країна експортувала в 47,7 млрд м³ за 2006 рік, головним чином через територію Росії (газогін «Середня Азія-Центр», побудований за часів СРСР). Великий попит і зростання цін на енергоносії у світі підвищили увагу до туркменських покладів газу. Міжнародні консорціуми пропонують транспортувати газ в обхід території Росії і України, але через велику віддаленість, складні географічні умови і політичну нестабільність в сусідів ці пропозиції перебувають на стадії проєктів.

### Промисловість
До основних галузей промисловості Туркменістану належать очищення і переробка нафти та природного газу, виробництво скла, тканин (переважно бавовняних) і одягу, харчова промисловість. Промисловий розвиток сповільнюється через зменшення ринків збуту в країнах СНД і непередбачені стрибки світових цін на сировину. Як і в інших секторах народного господарства, уряд шукає вихід у співпраці з іноземними компаніями з метою модернізації виробництва. Але залишаються не усунутими бюрократичні складності таких контрактів у Туркменістані. Фактично розвиток відбувається в основному у нафтогазовій промисловості.

### Сільське господарство
Після проголошення незалежності Туркменістану обсяг сільськогосподарського виробництва знизився порівняно з кінцем 1980-х років. У цих умовах Туркменістан змушений імпортувати продовольство.
Більша частина орних земель Туркменістану, площа яких становить майже 810 тис. га, все ще використовується для вирощування бавовни. У 1980-х роках Туркменістан виробляв понад 1,3 млн т бавовни за рік. Приблизно чверть — високоякісних сортів. У наш час[коли?] бавовняні сівозміни частково заміняються зерновими, що не тільки важливо для забезпечення продовольством, але й сприяє раціональнішому використанню водних ресурсів. З інших культур вирощуються кукурудза, дині, виноград і овочі. Незважаючи на різні плани передачі земель фермерам, сільське господарство в основному залишається у державному секторі економіки.
Важливу роль відіграє тваринництво — розведення каракулевих овець, тонкорунних кіз, верблюдів і племінних коней. Провідне місце належить традиційній галузі тваринництва — вівчарству, на частку якого припадає приблизно 30 % валової продукції цієї галузі сільського господарства. Переважно розводяться вівці каракульської і сараджинської порід.

### Транспорт

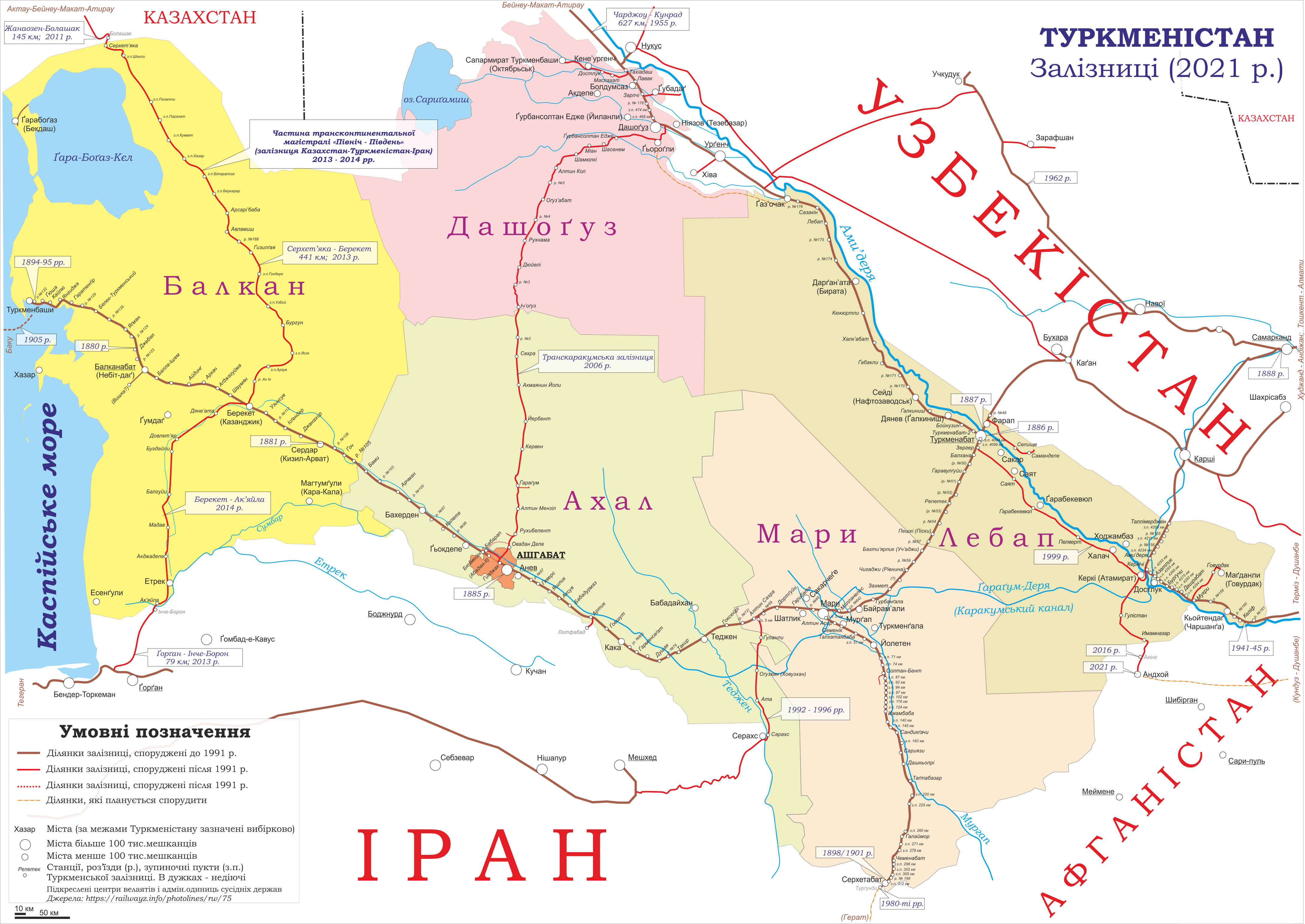
Залізниці Туркменістану

## Демографія
| Релігії в Туркменістані (2015 рік) | Релігії в Туркменістані (2015 рік) | Релігії в Туркменістані (2015 рік) | Релігії в Туркменістані (2015 рік) | Релігії в Туркменістані (2015 рік) |
| ---------------------------------- | ---------------------------------- | ---------------------------------- | ---------------------------------- | ---------------------------------- |
| Віросповідання:                    |                                    |                                    | Відсоток:                          |                                    |
| мусульмани                         | мусульмани                         |                                    | 89%                                | 89%                                |
| православні                        | православні                        |                                    | 9%                                 | 9%                                 |
| інші                               | інші                               |                                    | 2%                                 | 2%                                 |

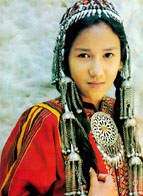
Молода туркменка у національному вбранні

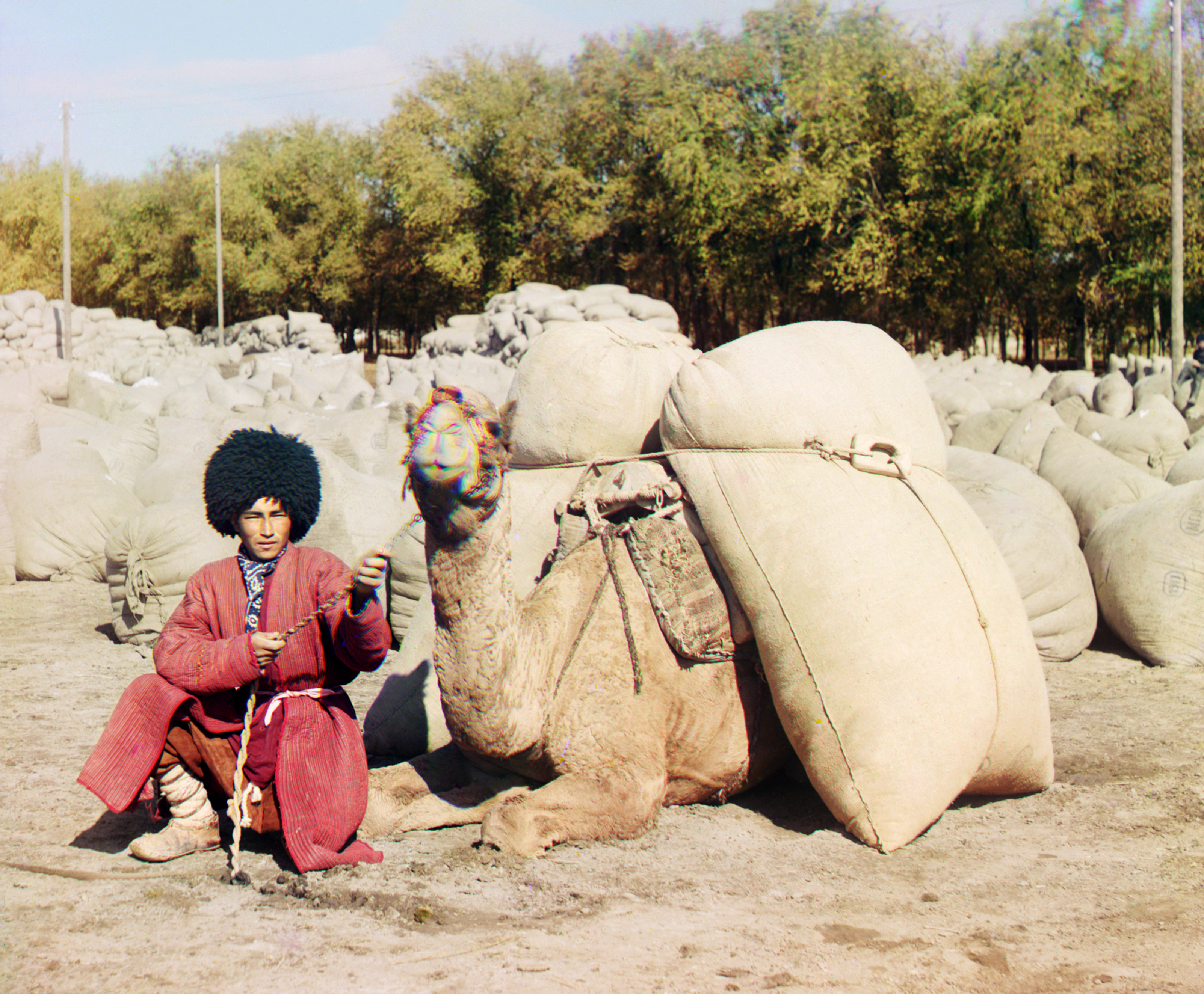
Туркмен у традиційному одягу зі своїм верблюдом. До 1915 року

За повідомленням Національного інституту державної статистики і інформації Туркменістану («Туркменмілліхасабат»), за станом на 1 березня 2006 року чисельність населення склала 6 786 400 осіб. Стрімке зростання населення (одне з найвищих у світі) спостерігалося як в міських поселеннях (де живуть 47,4 % населення), так і в сільській місцевості (де зосереджено 52,6 % жителів країни). У 2005 році на світ з'явився 900-тисячний мешканець столиці — Ашгабата. Такі офіційні дані туркменської влади.

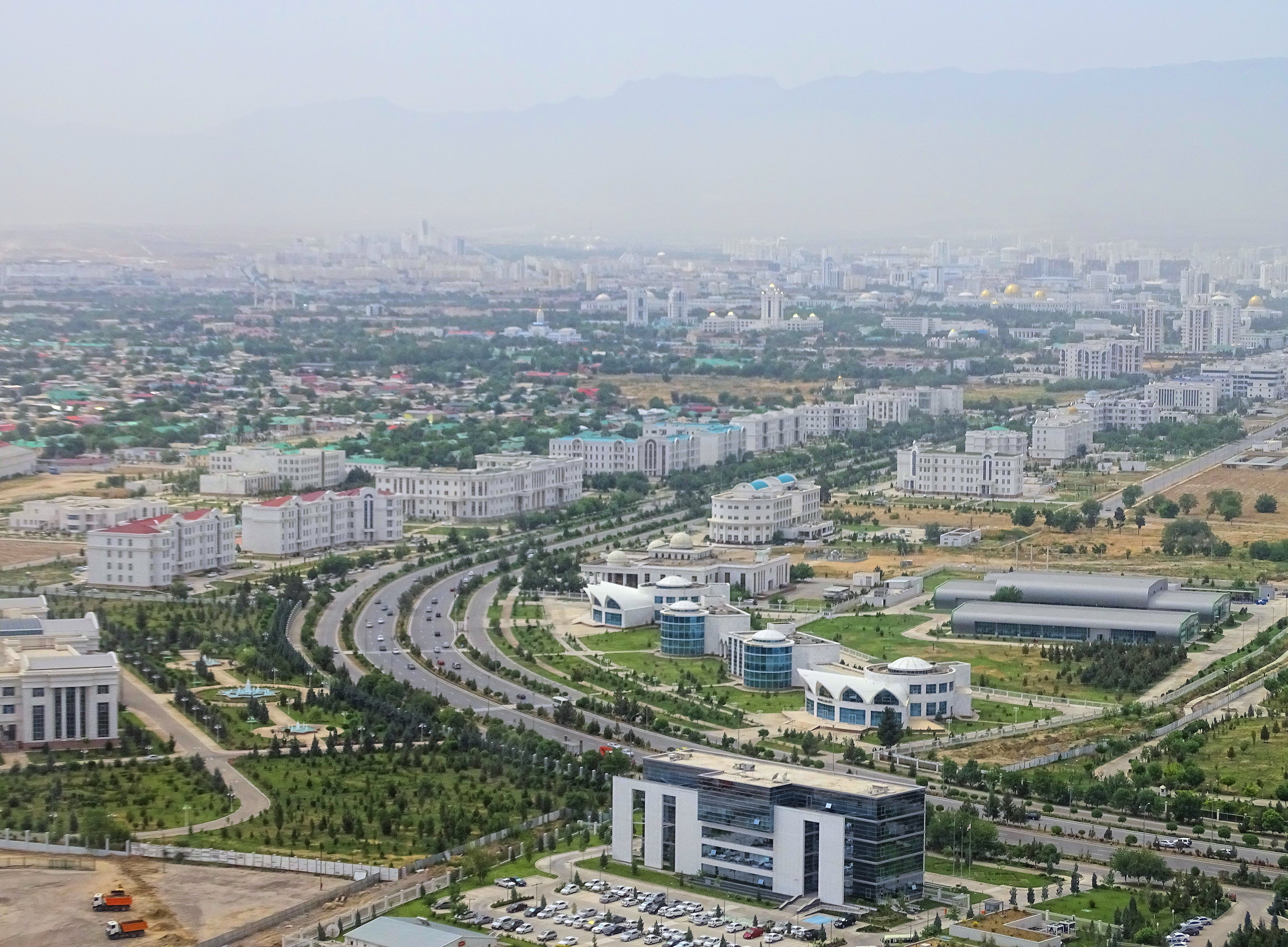
Ашгабат

Тим часом експерти систематично висловлюють сумніви з приводу достовірності національних оцінок чисельності населення Туркменістану. Якщо вірити цим даним, воно росте там набагато швидше, ніж в інших країнах Центральної Азії: за період з 1989 року воно збільшилося в 1,9 рази, тоді як в Таджикистані — в 1,4; в Узбекистані — в 1,3; у Киргизстані — в 1,2 рази. Принаймні з 2000 року офіційна статистика Туркменістану радикально завищує приріст населення країни, який у 1990-тих роках становив 1 % на рік, а останніми роками досягає, згідно з офіційними даними, 3-6 %.
Згідно з даними, приведеними у прес-релізі Статкомітету СНД від 7 лютого 2006 року, тільки з початку 2001 року до початку 2006 року населення Туркменістану збільшилося з 5 369 000 до 6 746 500 осіб, або майже в 1,3 рази. При цьому навіть офіційна туркменська статистика визнає, що народжуваність і смертність у країні останніми роками не зазнали істотних змін у порівнянні з 1990-ми роками.
За оцінками зарубіжних організацій фактична чисельність населення набагато нижча. Так, експертами Відділу народонаселення ООН кількість жителів країни на середину 2005 року оцінювалася в 4 833 000. Оцінка фахівців американського Бюро інформації про населення (PRB) на ту ж дату — 5,2 млн.
Щорічник ЮНІСЕФ «Social Monitor 2003» і щорічник Статкомітету СНД «СНД в 2001 році», спираючись на дані, надані туркменським Статкомітетом, приводять наступну чисельність постійного населення Туркменістану:
- на початок 1996 року — 4 528 000
- 1997 р. — 4 605 500
- 1998 р. — 4 681 000
- 1999 р. — 4 738 000
- 2000 р. — 4 790 000
- 2001 р. — 4 845 300
- 2002 р. — 4 889 000.

Далі туркменська влада заявила про серйозне коректування даних про чисельність населення, не пояснивши причин такого коректування.
На базі даних щорічника ЮНІСЕФ «Демоскоп» оцінив населення Туркменістану до 1 січня 2006 року в 5 051 000 осіб.
- 1970 рік — 2 159 000, (у тому числі — у тис. — 1417 туркменів, 313 росіян, 180 узбеків, 68 казахів, 36 татар, 35 українців)
- 1979 рік — 2 759 000
- 1990 рік — 3 500 000 (туркменів 72 %, росіян 10 %, інших 18 %)
- 2002 рік — 4 603 244

### Українці
За переписом 1897 р. в Ашгабаді проживало 1811 українців (9,3 % усього населення Ашгабаду). Це була четверта етнічна громада міста після росіян, персів та вірмен. Наприкінці 1917 р. в Ашгабаді виникло товариство «Ашгабадська українська громада». В установчих зборах брало участь 120 місцевих мешканців-українців.
- За переписом 1926 року в Туркменістані жило 6781 українців (4927 чоловіків і 1854 жінок);
- 1959 рік — 20 955 (1,4 % всього населення);
- 1970 — 35 398 (1,6 %), у тому числі 29 488 у містах, 5912 у селах; в Ашгабаді українці становили 10 994 (4,3 % всього населення). 64,9 % українців вважали українську мову рідною, крім того, 8 % вільно нею володіли.

## Освіта, медицина, соціальні заходи
На території Туркменістану розміщено кілька широко відомих здравниць, серед яких найбільшою популярністю користуються санаторії «Моллагара», «Байрамалі» та «Арчман». Кожний з них зв'язаний з цілющими мінеральними водами і грязюками, які лікують найрізноманітніші, у тому числі й складні системні захворювання нирок, серця, нервової системи, при порушеннях опорно-рухового апарату, травмах хребта і спинного мозку. Туристичний потенціал цих курортних і лікувальних комплексів величезний.